# Extincteur
 (octobre 2024).
Si vous disposez d'ouvrages ou d'articles de référence ou si vous connaissez des sites web de qualité traitant du thème abordé ici, merci de compléter l'article en donnant les références utiles à sa vérifiabilité et en les liant à la section « Notes et références ».
En pratique : Quelles sources sont attendues ? Comment ajouter mes sources ?

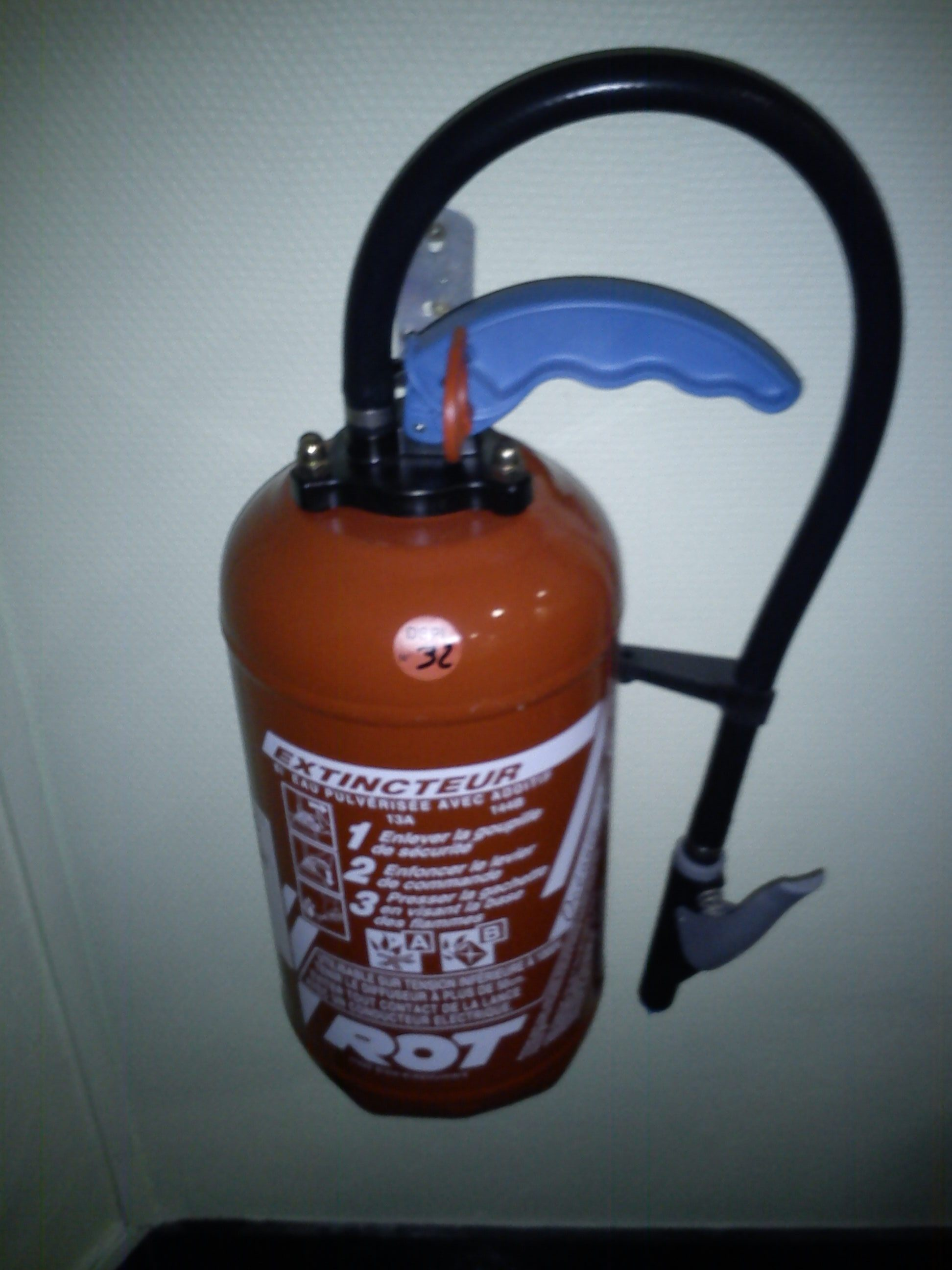
Extincteur à eau + additif.

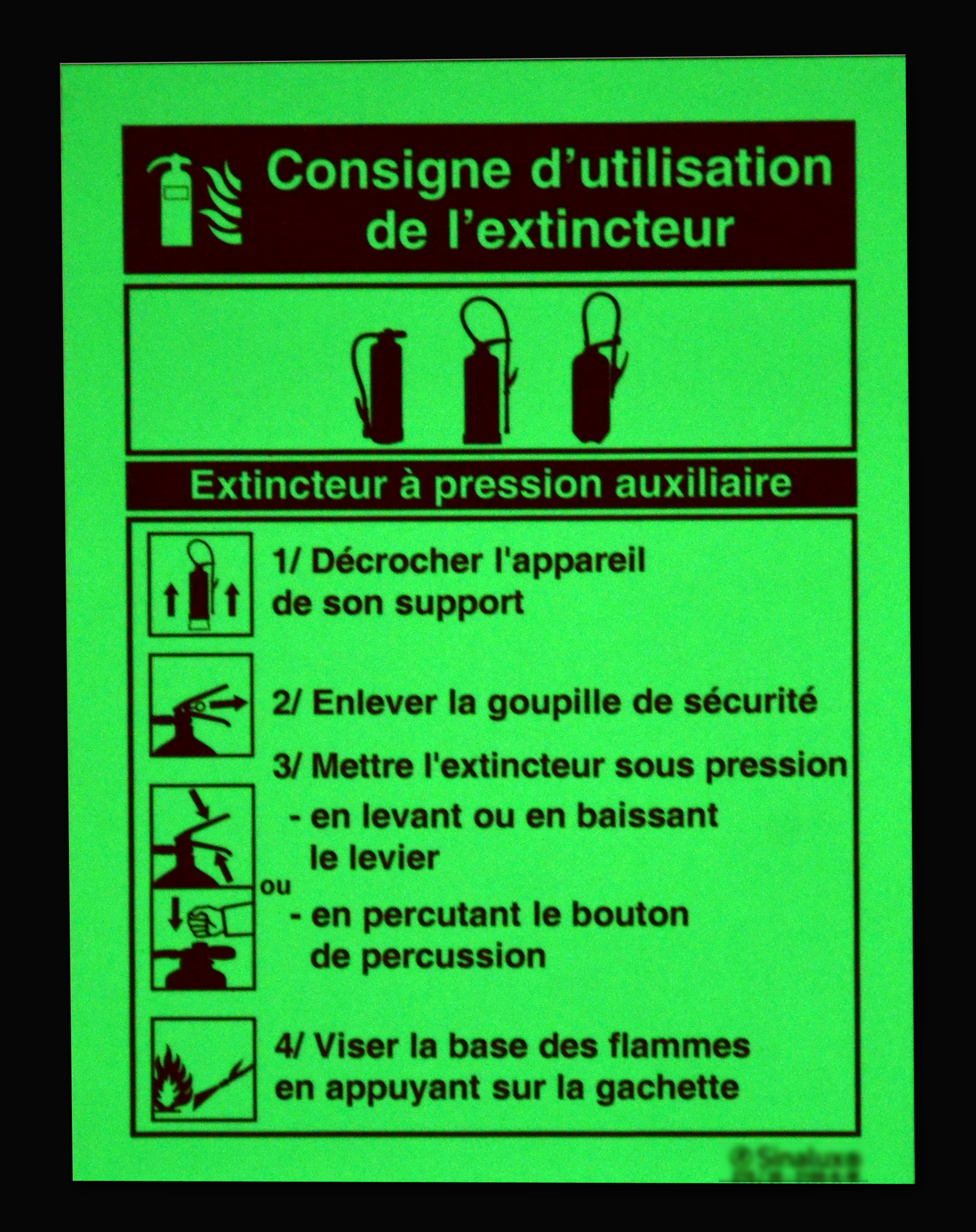
Signalétique luminescente de sécurité-incendie. En cas de panne de courant dans un lieu normalement éclairé, le panneau reste visible et lisible dans le noir.

Un extincteur est un appareil de lutte contre l'incendie ou les fortes chaleurs capable de projeter ou de répandre une substance appropriée — appelée « agent extincteur » — afin d'éteindre un début d'incendie. On distingue les extincteurs exclusivement destinés aux sapeurs-pompiers de ceux destinés au grand public. Ces derniers se scindent en trois catégories : portatifs, mobiles et fixes.

## Extincteurs portatifs
1. Cylindre
2. Poignée
3. Tuyau
4. Agent extincteur
5. Étiquette

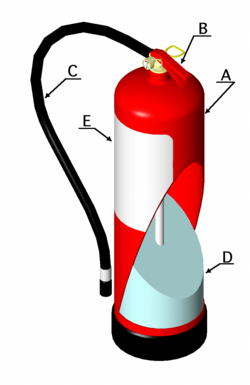
Coupe d'un extincteur.
- Cylindre
- Poignée
- Tuyau
- Agent extincteur
- Étiquette
.

Fonctionnement d'un extincteur à pression permanente.

Fonctionnement d'un extincteur à pression auxiliaire.

L'extincteur contient un agent qui peut être projeté sur une flamme par l'action d'une pression interne. Cette pression est fournie par une pression permanente ou par la libération d'un gaz (dioxyde de carbone) contenu dans la cartouche.
Le recours à une cartouche de gaz (très souvent du dioxyde de carbone) facilite la vérification et la maintenance, mais aussi prévient toute déperdition. Il est cependant obligatoire de percer la cartouche avant l'utilisation de l'extincteur : la cartouche libère le gaz pour qu'il remplisse le corps métallique contenant l'agent extincteur. Une goupille protégée par un plomb marqué prévient l'utilisation accidentelle de l'appareil et garantit son intégrité.

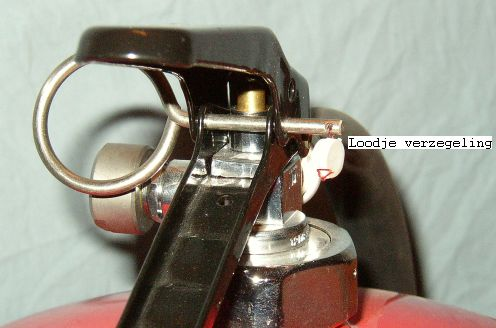
Détail d'une goupille

Un tuyau muni d'un diffuseur approprié à chaque agent extincteur permet d'en diriger la vidange. Une poignée permet de porter l'extincteur et, sur les modèles à pression auxiliaire :
- Soit de gérer la vidange de l'agent extincteur (la percussion est alors assurée par un percuteur séparé) ;
- Soit de percuter la cartouche (la vidange est alors gérée par une autre poignée sur le diffuseur).

Sur les modèles à pression permanente, elle n'assure que la première fonction. Sur les modèles qui ne disposent pas de tuyau, le diffuseur est fixé sur l'extincteur. Certains constructeurs équipent leurs extincteurs d’un manomètre.
Un code de couleurs existe, il diffère selon les pays et n'est pas toujours suivi dans la pratique, se retrouve pour les extincteurs en France :
- Extincteur à poudre : détails (goupille, sérigraphie, poignée...) Jaune.

- Extincteur à eau : détails (goupille, sérigraphie, poignée...) Vert ou Bleu.
- Extincteur au CO2 : détails (goupille, signalétique) Gris.

Il est à noter que les extincteurs équipant les automobiles ne sont pas conçus pour un usage domestique.
Les extincteurs portent une date de fabrication, parfois de péremption ou une date de révision.
Les extincteurs doivent être inspectés une fois par an pour les établissements recevant du public, pour les lieux de travail pour les immeubles d'habitations.

## Agents extincteurs
Un agent extincteur est un produit agissant sur le feu en s'opposant à la réaction de combustion.
La lecture de ce qui suit suppose la notion de classe de feux connue.

### L'eau
1. Percuteur
2. Poignée de percussion et de transport
3. Emplacement de la goupille de sécurité
4. Corps de robinet
5. Sparklet (cartouche de gaz propulseur)
6. Tube d'injection du gaz
7. Tube plongeur
8. Corps d'extincteur
9. Buse
10. Prolongement
11. Gâchette
12. Tuyau souple

Schéma d'un extincteur à eau.
- Percuteur
- Poignée de percussion et de transport
- Emplacement de la goupille de sécurité
- Corps de robinet
- Sparklet (cartouche de gaz propulseur)
- Tube d'injection du gaz
- Tube plongeur
- Corps d'extincteur
- Buse
- Prolongement
- Gâchette
- Tuyau souple

Face à la diminution du pouvoir d'extinction des extincteurs avec un additif sans fluor, les extincteurs à eau pure sont une alternative viable pour défendre feux de classe A.
Pour couvrir les  feux de classe B, un additif est ajouté. Ceux-ci sont des émulseurs, c’est-à-dire des produits qui abaissent la tension superficielle de l'eau (la goutte d'eau s'étale beaucoup plus), la rendant plus mouillante, plus pénétrante et donc plus efficace. De plus ils forment une pellicule étanche à la surface du combustible, l'isolant ainsi de l'air. La solution moussante obtenue est pour ces raisons également appelée « light water » (« eau légère » en anglais). Il s'agit du même mélange utilisé pour produire de la mousse, cependant la solution n'est ici pas mélangée à l'air.
L'émulseur peut être en pré-mélange dans l'eau, ou dans un réservoir à l'intérieur de l'extincteur qui, au moment de la mise en pression de l'extincteur, se perce et libère l'additif dans l'eau.
Cet agent est irritant et nécessite le rinçage des parties du corps qui ont pu y être exposées.
Le diffuseur équipant ces extincteurs est doté de trous de l'ordre du millimètre, afin de pulvériser l'eau en gouttelettes microscopiques. Pour cette raison, on appelle souvent ces modèles des extincteurs à eau pulvérisée. Cette pulvérisation limite la portée du jet au mètre. Certains diffuseurs sont ainsi prolongés de 20-30 cm ou coudés.
On peut utiliser l'eau pulvérisée avec additifs en présence de courant d'une tension inférieure à 1 000 V. Composé de gouttelettes, le jet n'est pas conducteur. L'eau de ruissellement est en revanche conductrice. Si l'extincteur est défectueux, l'absence de pulvérisation peut induire un risque mortel.
Depuis 2022, des additifs sans fluor sont présents dans les extincteurs. Ces additifs ont en moyenne un pouvoir d'extinction plus faible que les additifs fluorés, avec finalement un pouvoir d'extinction proche de l'eau pure pour feux de classe A. La couleur verte et la mention "écologique" sont parfois attribués à des appareils contenant du fluor. 
Le 19 septembre 2024, avec le règlement 2024/2462, la Commission Européenne a maintenu la mise sur le marché et la maintenance sine die des additifs fluorés. 
Aucun texte d'application obligatoire n'impose le retrait des extincteurs à additifs fluorés faute de disponibilité de la dose d'additif certifiée lors de la maintenance quinquennale. 

### La mousse
La conception et le contenu des extincteurs à mousse est identique à celle des extincteurs à eau avec additif. La solution est ici mélangée à l'air au niveau du diffuseur, qui se compose d'un simple tube mousse (un long tube doté d'une ouverture à son origine pour faire entrer l'air par l'effet Venturi) formant de la mousse à bas foisonnement (mousse lourde). La portée importante du jet demande (ou permet) de se tenir loin du liquide en feu pour éviter de le projeter et de l'étaler.
Il s'agit du seul agent capable d’éteindre proprement, sûrement et sans risque de réinflammation les feux de liquides (classe B). La mousse, en flottant, agit en isolant l'air de ces derniers. Ceci permet :
- D'empêcher l'air d'alimenter le feu ;
- De retenir les vapeurs du liquide pouvant s'enflammer ou causer une réinflammation : on peut ainsi couvrir de mousse une surface de manière préventive afin d'éviter tout risque d'inflammation.

Dans une moindre mesure, la mousse agit par refroidissement grâce à l'eau qu'elle contient. Ceci est surtout valable sur les feux de classe A.
Suivant l'additif utilisé et le foisonnement, ils peuvent agir sur les feux de classe A, bien que l'eau pulvérisée reste préférable en raison de sa plus grande capacité de refroidissement.
L'additif utilisé conditionne l'efficacité de la mousse sur les feux d'hydrocarbures ou sur les produits polaires (solubles dans l'eau). L'AFFF est particulièrement efficace sur les premiers, formant lors de la décantation de la mousse un film aqueux à leur surface. Sur les polaires, il a tendance à former un gel. Il s'agit de l'émulseur le plus rencontré dans les extincteurs.
La mousse est inutilisable sur des feux d'installations électriques, car elle est conductrice. Concernant la corrosion, les mêmes remarques que pour l'eau s'appliquent à la mousse.

### Poudres
1. Percuteur
2. Poignée de percussion et de transport
3. Emplacement de la goupille de sécurité
4. Corps de robinet
5. Sparklet (cartouche de gaz propulseur)
6. Tube de détassement
7. Tube plongeur
8. Corps d'extincteur
9. Buse
10. Gâchette
11. Tuyau souple

Schéma d'un extincteur à poudre
- Percuteur
- Poignée de percussion et de transport
- Emplacement de la goupille de sécurité
- Corps de robinet
- Sparklet (cartouche de gaz propulseur)
- Tube de détassement
- Tube plongeur
- Corps d'extincteur
- Buse
- Gâchette
- Tuyau souple

Les extincteurs à poudre contiennent une poudre chimique présentant sur les Fiches de Données Sécurité moins de risques que les additifs avec ou sans fluor.
La poudre agit de plusieurs manières, principalement en inhibant le feu et en isolant le combustible (voir plus bas). Elle n'a aucun pouvoir refroidissant.
Pour couvrir uniquement les feux de classe A, un appareil à eau pure, voire à eau avec additif sera favorisé pour limiter les dommages matériels et les projections de matières incandescentes.
Sur les liquides (classe B), la poudre rend la ré-inflammation difficile. La poudre est le seul agent extincteur efficace sur les feux de gaz (classe C) de grande ampleur.
On distingue trois types de poudre :

#### Poudres BC (feux de classes B et C)
Elle est composée principalement de bicarbonate de sodium ou de bicarbonate de potassium (85-95 %) qui sous l'effet de la chaleur se décomposent en dégageant notamment du CO2. Ils ont également une action inhibitrice sur les réactions chimiques au sein de la combustion.
On leur adjoint souvent 1-12 % de mica muscovite (silicate de potassium et d'aluminium) ou de terre à foulon (silicate de magnésium et d'aluminium) pour rendre la poudre moins volatile.
Enfin on trouve un petit pourcentage de stéarates (de calcium notamment), de gel de silice et d'huile de silicone (polysiloxane méthylé et hydrogéné), afin d'éviter que la poudre ne s'agglomère sous l'effet de l'humidité. La plupart de ces poudres sont également dotées de pigments bleus ou violets pour les distinguer,.
Ils sont presque exclusivement destinés au secteur de l’automobile ou de l'industrie.

#### Poudre ABC (feux de classes A, B et C)
Elle est composée principalement (jusqu'à 9%) de phosphate ou sulfate d'ammonium, de phosphate monoamonique ou de carbamate ou bicarbonate de sodium. Les sels d'ammonium ont la propriété de fondre sous l'effet de la chaleur et de former à la surface des solides une croûte les isolant de l'air. C'est ce qui rend cette poudre utilisable aussi bien sur les feux de classe A, B ou C.
On leur adjoint souvent 1-5 % de mica muscovite (silicate de potassium et d'aluminium) ou de terre à foulon (silicate de magnésium et d'aluminium) pour rendre la poudre moins volatile. Enfin on trouve des fractions d'huile de silicone (polysiloxane méthylé et hydrogéné) afin d'empêcher que la poudre ne s'agglomère sous l'effet de l'humidité. Certaines de ces poudres sont également dotées de pigments bleus ou jaunes.
Ce sont les extincteurs les plus polyvalents et les plus vendus.

#### Poudre D (feux de classe D)
Elle est principalement composée (80-90 %) de carbonate ou chlorure de sodium et de phosphate de calcium. On lui ajoute quelques pour cent de stéarate de zinc ou de magnésium et parfois 1-5 % de mica muscovite (silicate de potassium et d'aluminium) ou de terre à foulon (silicate de magnésium et d'aluminium) pour rendre la poudre moins volatile, ainsi que du gel de silice pour éviter qu'elle ne s'agglomère. On rencontre également de la poudre de ciment, du laitier, des grenailles de fonte qui aident à former une croûte en fondant. Certains contiennent de la poudre de cuivre, dont le rôle est de dissiper la chaleur par conduction ; il est recommandé pour les feux de lithium.
On rencontre ce type de poudre dans des environnements spéciaux : industries, laboratoires, etc.  bien que les transports et la construction utilisent de plus en plus de métaux inflammables. En raison du caractère très particulier des feux de métaux, la poudre D sert principalement à isoler le feu sous une croûte afin d'éviter sa propagation et dans le meilleur cas de l'étouffer. La composition de la poudre va ainsi dépendre du métal particulier à éteindre.

### Gaz

#### Dioxyde de carbone
1. Valve anti-surpression
2. Poignée de percussion et de transport
3. Emplacement de la goupille de sécurité
4. Tromblon
5. CO2 gazeux
6. CO2 liquide
7. Tube plongeur
8. Cylindre de CO2 (2 kg)

Schéma d'extincteur portatif de 2 kg au.
- Valve anti-surpression
- Poignée de percussion et de transport
- Emplacement de la goupille de sécurité
- Tromblon
- gazeux
- liquide
- Tube plongeur
- Cylindre de (2 kg)

Le dioxyde de carbone (CO2) agit principalement par étouffement, en diminuant fortement la concentration d'oxygène alimentant le feu. Dans une très moindre mesure, il agit par refroidissement au vu de sa température de sortie de -78 °C ; sur de petits feux il peut également souffler la flamme (séparer le combustible du feu). Il est ainsi capable d'agir sur les trois côtés du triangle du feu.
Le gaz est stocké sous forme liquide à une pression permanente de 50 bar avec une valve de sécurité se déclenchant à 200 bar ; il est inodore, incolore (bien qu'il forme un nuage blanc en se condensant à la sortie de l'extincteur) et non toxique à faible dose. En raison de sa détente, le gaz sort à -78 °C, faisant courir des risques de gelures. Le diffuseur prend la forme d'un tromblon conique favorisant la détente du gaz et son guidage. Les modèles de moins de 5 kg ne comportent généralement pas de tuyau et le tromblon est fixé directement dessus.
1. Valve anti-surpression
2. Emplacement de la goupille de sécurité
3. Tuyau souple
4. CO2 gazeux
5. CO2 liquide
6. Tube plongeur
7. Cylindre de CO2 (5 kg)
8. Buse
9. Tromblon

Schéma d'un extincteur portatif de 5 kg au.
- Valve anti-surpression
- Emplacement de la goupille de sécurité
- Tuyau souple
- gazeux
- liquide
- Tube plongeur
- Cylindre de (5 kg)
- Buse
- Tromblon

Le CO2 est un gaz volatil ; plus lourd que l'air à température ambiante il devient plus léger dès 179 °C. Pour assurer une extinction complète, il est donc nécessaire de couvrir simultanément toute la surface en feu, car le gaz ne reste au mieux que quelques instants à son contact.

Il est efficace sur les petits feux de liquides (classe B) avec une efficacité limitée lorsque le liquide en feu a atteint son point d'auto-inflammation : il se ré-enflamme spontanément après extinction ; le CO2 n'est vraiment efficace que sur les feux naissants.
 
Il est efficace sur les petits feux de gaz (classe C) selon le principe énoncé mais n'est pas homologué pour. Il est utilisable sur les feux de solides (classe A) lorsque ceux-ci sont très peu épais (tissu, papier, etc.) et ne forment pas de braise. En revanche, la forte inertie thermique des feux de solides épais ou formant des braises le rend inefficace sur ce type de foyer.
Il se distingue par sa capacité à refroidir des appareils électriques en surchauffe (pour des tensions inférieures à 5 kV). L'opérateur doit cependant être attentif au risque d'explosion d'objets brutalement refroidis par le dioxyde de carbone. Les extincteurs à CO2 sont les seuls dont le tromblon, tant qu'il est sec, peut servir à séparer de la source d'électricité une victime en train de s'électriser. Le CO2 ne laisse aucun résidu et ne cause aucun dégât, ce qui en fait le seul agent utilisable dans un environnement informatique ou une cuisine par exemple. Cet extincteur est le plus lourd parmi les matériels d'extinction. Il est également très sensible à la chaleur, lors de l'utilisation et du stockage.

#### Halon
Il existe une cinquième catégorie : celle des extincteurs dont le contenu appartient à la famille des halons ; famille qui est en voie de disparition. En effet ces gaz sont visés par le Protocole de Montréal qui est un accord international visant à réduire et à terme éliminer complètement les substances qui appauvrissent la couche d'ozone. Il a été signé actuellement par 197 pays (ratification universelle) et l'Union européenne. Cette catégorie était fonctionnellement similaire, bien que nettement plus efficace que les extincteurs à CO2 car ils pouvaient être utilisés à une température bien plus élevée. Leur caractéristique principale est de se lier chimiquement à l'oxygène, ce qui étouffe le feu.
Ils sont encore utilisés dans l'aviation et certaines applications qualifiées de critiques (nucléaire, sécurité nationale, applications militaires...).

#### Autres gaz
Des alternatives aux halons existent sur le marché :
- Argonite : 50 % d'argon et 50 % de diazote ;
- Inergen : 52 % de diazote, 40 % d'argon et 8 % de CO2 ;
- HFC-125 ;
- 3M Novec(tm) 1230 FK-5-1-12 ;
- FM-200.

Ces gaz sont principalement utilisés dans des installations fixes, pour protéger des lieux ne pouvant tolérer l'eau ou la poudre, comme des bibliothèques ou des centres de données.

## Extincteurs mobiles

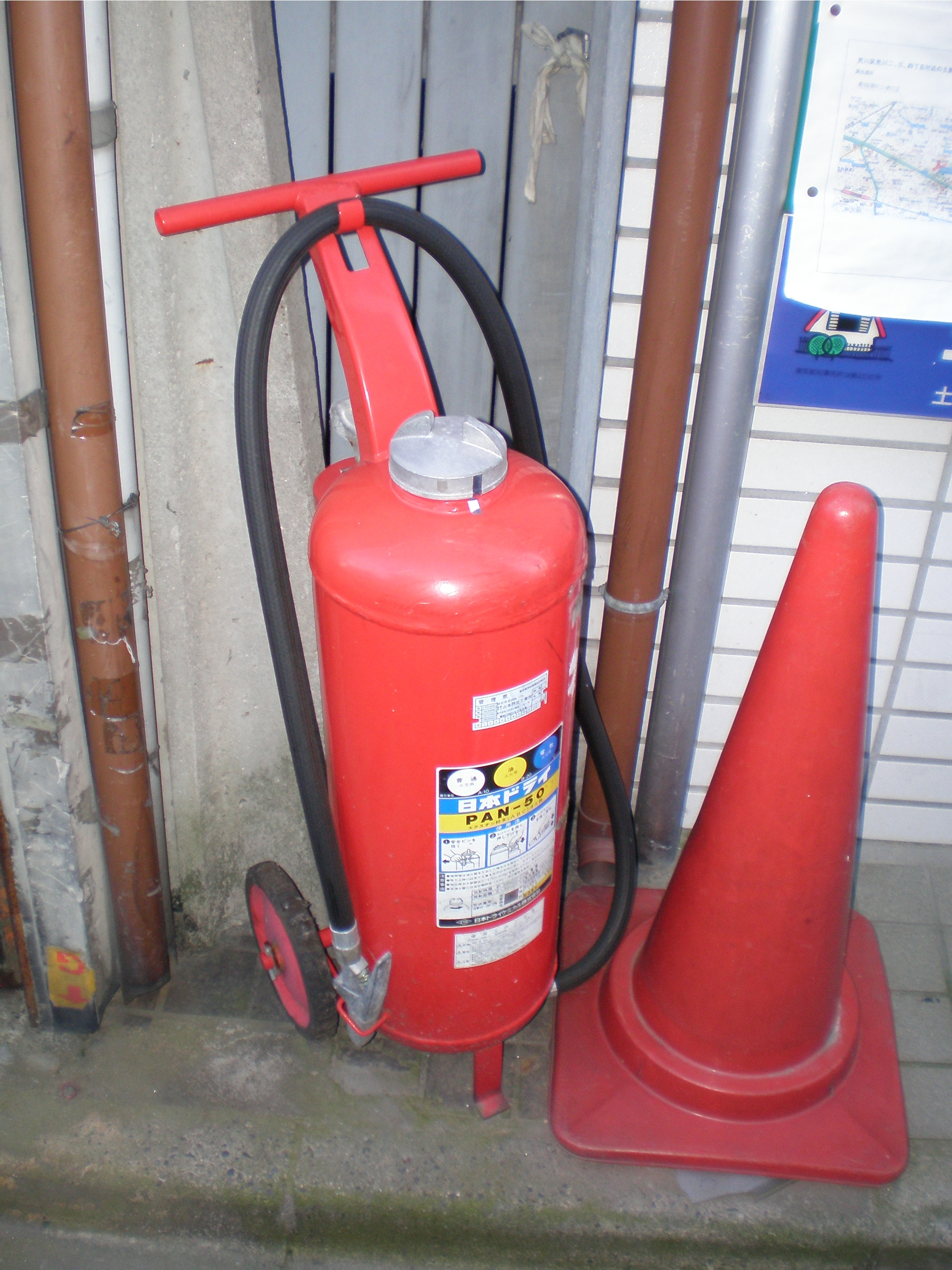
Un extincteur à poudre sur roue, de 50 kg.

Les extincteurs de cette catégorie sont similaires dans leurs agents et leur fonctionnement aux extincteurs portatifs, mais ils disposent d'un plus grand volume d'agent extincteur (20 à 200 kg), ce qui accroît leur autonomie et leur efficacité. Ils sont montés sur un châssis muni de roues et disposent d'un tuyau beaucoup plus long, avec parfois une lance-pistolet. Leur cartouche de gaz est souvent externe.
On en trouve dans les aéroports, les entrepôts, les stations-services, etc.

## Extincteurs fixes (IFEA)

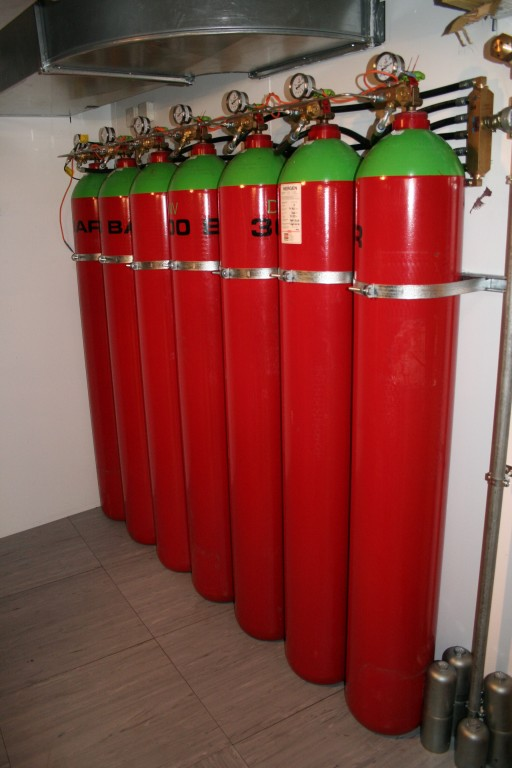
Cylindres d'argon dans un centre de données.

On trouve également des installations d'extinctions fixes. Elles sont composées d'une réserve d'agent extincteur (souvent sous pression permanente), d'une tuyauterie pour l'acheminer et d'un système de déclenchement automatique ou manuel.
On en trouve, à des échelles très différentes :
- Dans des chaudières ;
- Dans des compartiments moteurs ;
- Dans des armoires électriques ;
- Dans des centres de données ;
- Dans des cuisines et leurs hottes ;
- Dans des raffineries ou dans des dépôts pétroliers.

## Cadre légal

### En France
Les obligations concernant la mise en place d’un extincteur dans un établissement recevant du public sont édictées par l'arrêté du 25 juin 1980. Dans une habitation, par l'arrêté du 31 janvier 1986. Et dans une entreprise, par les articles R4224-17 et R4227-29 du Code du Travail.
Le premier secours contre l'incendie est assuré par des extincteurs en nombre suffisant et maintenus en bon état de fonctionnement.
Il existe au moins un extincteur portatif à eau pulvérisée d'une capacité minimale de 6 litres pour 200 mètres carrés de plancher.
Il existe au moins un appareil par niveau.
Lorsque les locaux présentent des risques d'incendie particuliers, notamment des risques électriques, ils sont dotés d'extincteurs dont le nombre et le type sont appropriés aux risques.
Un certain nombre de textes législatifs, mais aussi de normes (à caractère non obligatoire cf : Apsad R4) encadrent la disposition et la maintenance des extincteurs en France (cf liens externes ci-dessous). En ce qui concerne la maintenance, il faut se référer à l'arrêté du 20 mai 1963 modifié (article 19) qui impose des "vérifications périodiques nécessaires à leur maintien en bon état".
Des éléments relatifs aux vérifications périodiques à réaliser sur les extincteurs portatifs sont fournies par la norme NF S 61-919 (non obligatoire).
Les extincteurs doivent être contrôlés régulièrement par un technicien compétent. Ils ne doivent pas être mis à disposition après leur date de péremption.
- Au moins tous les trois mois :

Vérification par le personnel habilité et formé (agent de sécurité incendie) :
- Vérification visuelle pour s’assurer que tous les appareils sont à leurs places prévue, parfaitement accessibles et en bon état extérieur.
- Une fois par an :

Vérification par un technicien compétent ou personne/organisme agréé :
- Vérification interne des extincteurs eau, poudre, mousse de type « permanent » et « auxiliaire »  , poids de l’agent extincteur/sparklet, état des joints, état du corps et de l’agent extincteur, détassement des poudres, test du mécanisme, démontage, etc.
- Vérification du poids de la charge selon la tare pour les extincteurs CO2 et bouteille de chasse (extincteurs mobiles sur roues, installation fixe...).
- Tous les 5 ans, révision complète[10] :

Extincteurs à CO2 : aucune opération sauf si rechargement, dans ce cas l'extincteur devra repasser le contrôle des mines.
Extincteurs à pression auxiliaire : remplacement quinquennal de la charge (Eau, additifs, poudre...).
Extincteurs Eau/poudre à pression permanente : remplacement quinquennal de la charge (Eau, additifs, poudre...) + remise sous pression.
- À l'issue de la dixième année :

Réépreuve par le service des mines des extincteurs à CO2 ; par rapport à la dernière épreuve.
Maintenance décennale des extincteurs à pression auxiliaire, test normalisé à pression de service, remplacement complet de la charge extinctrice et des diverses pièces d'usures (percuteur, joints, lance, etc.).
Remplacement réforme des extincteurs à pression permanente.

### Mode opératoire
1. L'utilisateur doit vérifier que la classe de l'extincteur est adaptée au feu ;
2. il enlève la goupille[11] ;
3. s'il s'agit d'un extincteur à pression auxiliaire, il percute la poignée / bouton poussoir[11] pour libérer le gaz de la cartouche, en détournant le visage du flexible, et de la tête de l'extincteur;
4. une brève pression sur la poignée d'éjection permet, à distance du foyer, de vérifier que l'extincteur fonctionne (une prise par les deux mains est souhaitable afin d'éviter un coup dû au recul de la lance) ;
5. il s'approche du feu en se baissant (afin d'éviter les fumées et vapeurs chaudes), se présente de profil (afin de minimiser l'effet du rayonnement du feu, utilise le jet continu de l'extincteur comme protection, et de préférence le dos au vent, et attaque la base des flammes (il est important de se maintenir en protection derrière le jet de la lance pendant toute la durée de l'utilisation du matériel d'extinction).

La distance minimale à laquelle on attaque le feu dépend du type de feu et de l'agent extincteur :
- eau pulvérisée avec additif : 2 à 3 mètres  ;
- poudre BC ou ABC : 3  à   4 mètres ;
- CO2 : 1 mètre.

On se rapproche ensuite quand les flammes ont baissé d'intensité, pour finir l'extinction, tout en restant à distance de sécurité des sources d'électricité en raison du risque d'électrisation ; La distance de sécurité est de 1 mètre pour 1 000 V de tension, sachant qu'un feu de tableau électrique doit être traité au CO2, la poudre étant trop difficile à supprimer et l'eau risquant de générer des courts-circuits.
L'extincteur doit être maintenu verticalement lors de son utilisation afin que ce soit le produit actif qui en sorte et non le gaz propulseur.
L'extincteur doit être rechargé après chaque utilisation, même si seule une petite partie de la charge a été utilisée : la cartouche de gaz étant percutée, le gaz va fuir au fur et à mesure et l'extincteur n'aura plus de pression (le produit ne sortira pas lors d'une future utilisation).
L'utilisation d'un extincteur en présence d'un feu de gaz : en présence d'un feu de gaz, la première intervention consiste à couper l'alimentation gaz en fermant une vanne de coupure pour autant qu'elle soit assez proche et accessible. Si on ne parvient pas à fermer la vanne d'alimentation, on risque de former un nuage explosif souvent plus dangereux que l'effet chalumeau du feu de gaz (jet fire). On peut alors utiliser un extincteur (à eau pulvérisée pour se protéger de la meilleure manière) dans le but d'atteindre la vanne d'arrêt pour la fermer et ensuite pour éteindre les feux résiduels.
L'utilisation d'un extincteur est vivement déconseillée sur une personne dont les vêtements ont pris feu : 
les extincteurs au dioxyde de carbone présentent un risque de brûlure thermique non négligeable (le dioxyde de carbone sort à -78 °C du tromblon) pour la victime, 
quant aux extincteurs à poudre l'effet combiné des brûlures thermiques et de l'application de poudres irritantes n'est pas des plus heureux. 
Cependant lorsque des vêtements ont pris feu, il faut réduire les flammes rapidement pour limiter le plus possible l’étendue et la gravité des lésions du type brûlure thermique. 
Une couverture antifeu accrochée au mur est efficace pour éteindre ce type de feu : 
la personne dont les vêtements se sont enflammés peut l’utiliser elle-même, sans assistance extérieure, pour étouffer les flammes. 
On peut également employer dans de telles circonstances une  douches portatives de secourisme semblables à des extincteurs (elles sont vertes alors que les extincteurs sont le plus souvent rouges) et qui contiennent de l'eau additionnée d'antiseptique, ou une douche fixe de premiers secours.
Pour une personne en feu : il est important de s'assurer que la couverture anti-feu utilisée soit normée et soit enduite double face : Les couvertures sont en fibre de verre. Sans enduction, des particules irritantes peuvent se déposer sur les plaies et brulures ... l'enduction de silicone sur les 2 faces annihile ces poussières de laines de verre.

## Utilisation

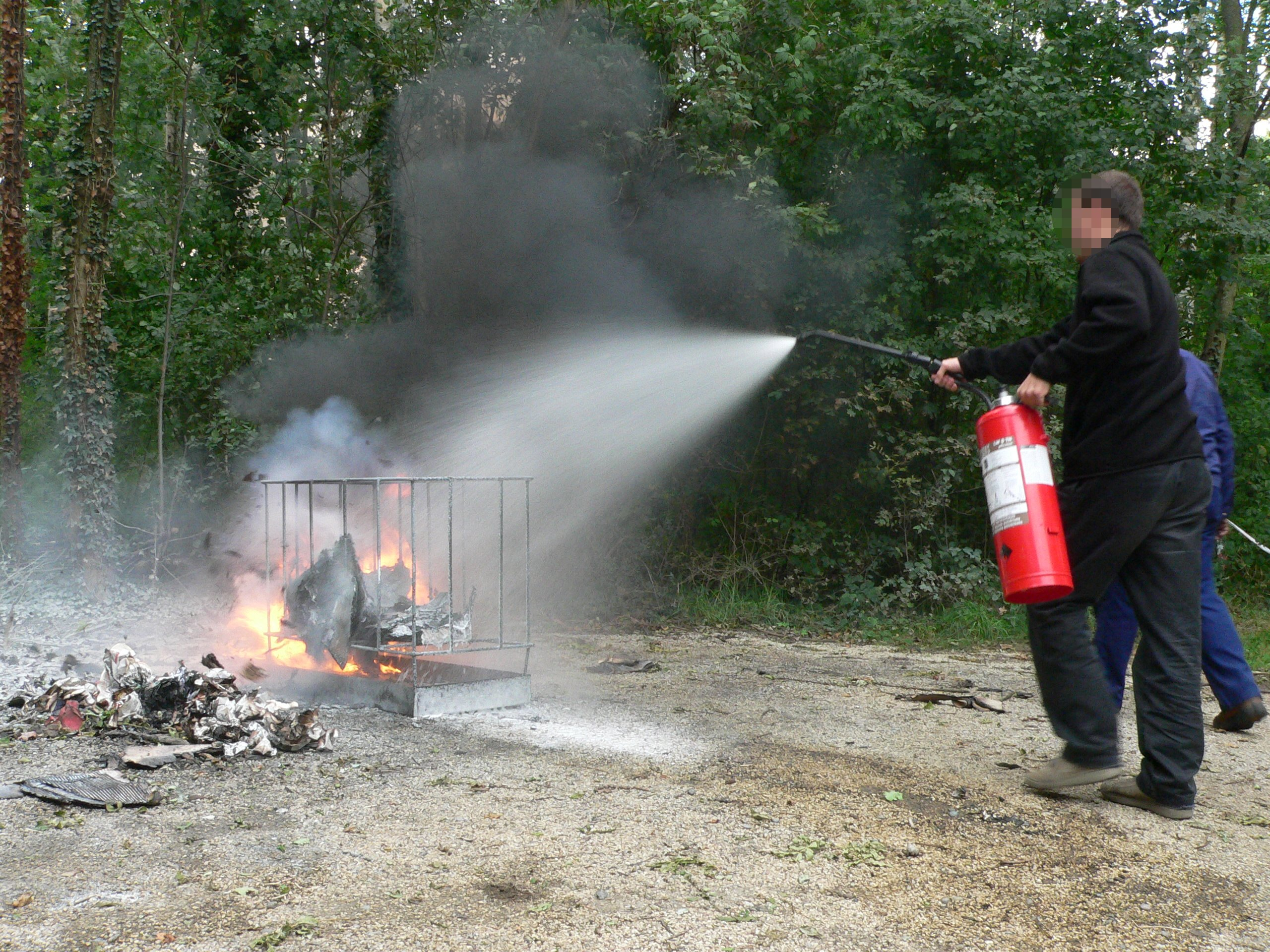
Extinction d'un feu d'essence à l'aide d'eau pulvérisée avec additif Light-water

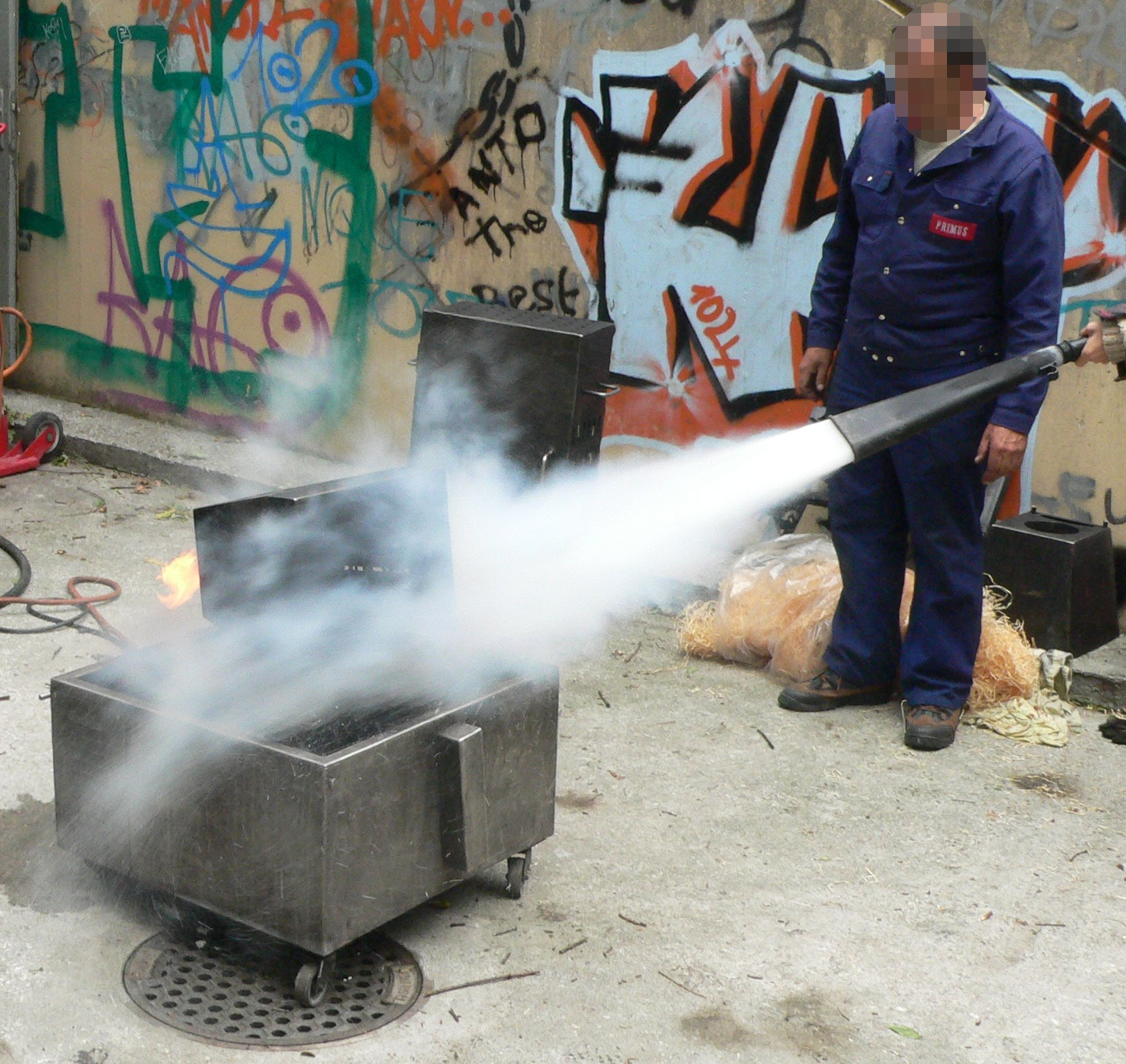
Extinction d'une télévision à l'aide de

### Formation des utilisateurs
Un extincteur est efficace si l'utilisateur en connait les caractéristiques et s'est familiarisé à sa manipulation. En effet, une utilisation impropre de l'extincteur est dangereuse et peut amplifier le risque (éparpillement du combustible, création d'un nuage de poussière susceptible d'exploser…), tout comme la non-conformité d'un extincteur qui pourrait être inefficace et augmenter les risques en cas de sinistre.
L'utilisateur doit savoir différencier :
- L'éclosion du feu qu'un extincteur peut combattre,
- L'incendie constitué qui est du ressort des services de secours.

L'utilisation de l'extincteur n'est qu'un des moyens de réaction face à l'incendie. Il convient d'évaluer l'opportunité d'évacuer les locaux, de prévenir le centre de secours, de couper les énergies (gaz, électricité), la ventilation, climatisation ou toute autre installation technique avant de recourir à un extincteur.
En France, les règles de protection incendie des assureurs (marquage NFPA 704 ou certification APSAD par exemple) ou des textes règlementaires (comme le Code du Travail) exigent que tout ou partie des employés d'une entreprise reçoivent une formation à la manipulation des équipements de première intervention.